# Vestland megye
Vestland egyike Norvégia 15 megyéjének. 2020. január 1-én Hordaland és Sogn og Fjordane megyék összevonásával jött létre.
A megye népessége 651.299 fő volt 2024-ben, szárazföldi területe 32,023 km². 
A megye 43 községből (járás) áll, mindegyikük külön önkormányzattal rendelkezik. Vestland megye közigazgatási központja Bergen, míg Leikanger (Hermansverk)  és Førde városokban külön kirendeltségi központok vannak.
Vestland megye Nyugat Norvégiában helyezkedik el, és nem összetévesztendő Vestlandet régióval. Vestlandet egyike Norvégia öt földrajzi régiójának. Az ország déli részének atlanti-óceáni partvonalán fekszik. Ezen földrajzi régió Rogaland, Vestland, és Møre og Romsdal megyéket fedi le, de nincs semmilyen politikai, vagy közigazgatási funkciója.

## Földrajz
Vestland Norvégia nyugati partjainál található. Több hosszú, mély fjord osztja fel, köztük a Nord-fjord, a Sogne-fjord és a Hardanger-fjord, amelyek Norvégia legnevezetesebb fjordjai és nagyszerű turisztikai célpontok. A Hardangervidda Nemzeti Park mintegy fele a megyében található. Ide tartozik a Jostedal, a Folgefonna és a Hardangerjøkulen gleccser is. A megyében több vízesés is található, a Ramnefjellsfossen (korábbi nevén Utigardfossen) és a Vettisfossen, amelyek a világon a legmagasabb vízesések közé tartoznak. Mindkettő a Jotunheimen-hegységben található.
Bergen nagyvárosi térségén kívül a megye többnyire vidéki terület, szórványnépességgel. A magas hegyek és a mélykék fjordok egyedülálló látványa miatt Vestlandot egész nyáron sétahajók látogatják. A megye déli részén található a Nærøy-fjord, amely az UNESCO listáján is szerepel, a világörökség része. 

## Települések
Vestland megye legnépesebb települései (2024 év) az alábbiak.. Ezek közül Askøy, Knarrevik / Straume, Osøyro, Arna és Knarvik mind Bergen vonzáskörzetében találhatóak.
| Település (város)   | lakónépesség (2024.) | Település (város) | lakónépesség (2024.) |
| ------------------- | -------------------- | ----------------- | -------------------- |
| Bergen              | 272125               | Førde             | 10697                |
| Askøy               | 24447                | Arna              | 9945                 |
| Osøyro              | 14943                | Florø             | 9071                 |
| Leirvik             | 14720                | Vossevangen       | 7200                 |
| Knarrevik / Straume | 12353                | Knarvik           | 6690                 |

## A megye községei
Vestland megyében 43 község van, a korábbi közigazgatási egységek (norvégül kommune) közül többet összevontak. Egy-egy községhez több településis tartozhat.
| Azonosító szám | Név           | Székhelye      | Alapítása      | Korábbi azonosító ( 2020 előtt)                   | Korábbi megye ( 2020 előtt) |
| -------------- | ------------- | -------------- | -------------- | ------------------------------------------------- | --------------------------- |
| 4601           | Bergen        | Bergen         | 1972. jan. 1.  | 1201 Bergen                                       | Hordaland                   |
| 4602           | Kinn          | Florø          | 2020. jan. 1.  | 1401 Flora 1439 Vågsøy (part)                     | Sogn og Fjordane            |
| 4611           | Etne          | Etnesjøen      | 1838. jan. 1.  | 1211 Etne                                         | Hordaland                   |
| 4612           | Sveio         | Sveio          | 1865. jan. 1.  | 1216 Sveio                                        | Hordaland                   |
| 4613           | Bømlo         | Svortland      | 1916. jan. 1.  | 1219 Bømlo                                        | Hordaland                   |
| 4614           | Stord         | Leirvik        | 1838. jan. 1.  | 1221 Stord                                        | Hordaland                   |
| 4615           | Fitjar        | Fitjar         | 1863. jan. 1.  | 1222 Fitjar                                       | Hordaland                   |
| 4616           | Tysnes        | Uggdal         | 1838. jan. 1.  | 1223 Tysnes                                       | Hordaland                   |
| 4617           | Kvinnherad    | Rosendal       | 1838. jan. 1.  | 1224 Kvinnherad                                   | Hordaland                   |
| 4618           | Ullensvang    | Odda           | 1838. jan. 1.  | 1227 Jondal 1228 Odda 1230 Ullensvang             | Hordaland                   |
| 4619           | Eidfjord      | Eidfjord       | 1977. jan. 1.  | 1232 Eidfjord                                     | Hordaland                   |
| 4620           | Ulvik         | Ulvik          | 1838. jan. 1.  | 1233 Ulvik                                        | Hordaland                   |
| 4621           | Voss          | Vossevangen    | 1838. jan. 1.  | 1234 Granvin 1235 Voss                            | Hordaland                   |
| 4622           | Kvam          | Norheimsund    | 1838. jan. 1.  | 1238 Kvam                                         | Hordaland                   |
| 4623           | Samnanger     | Tysse          | 1907. jan. 1.  | 1242 Samnanger                                    | Hordaland                   |
| 4624           | Bjørnafjorden | Osøyro         | 2020. jan. 1.  | 1241 Fusa 1243 Os                                 | Hordaland                   |
| 4625           | Austevoll     | Storebø        | 1886. jan. 1.  | 1244 Austevoll                                    | Hordaland                   |
| 4626           | Øygarden      | Straume        | 1964. jan. 1.  | 1245 Sund 1246 Fjell 1259 Øygarden                | Hordaland                   |
| 4627           | Askøy         | Kleppestø      | 1838. jan. 1.  | 1247 Askøy                                        | Hordaland                   |
| 4628           | Vaksdal       | Dale           | 1964. jan. 1.  | 1251 Vaksdal                                      | Hordaland                   |
| 4629           | Modalen       | Mo             | 1910. jan. 1.  | 1252 Modalen                                      | Hordaland                   |
| 4630           | Osterøy       | Lonevåg        | 1964. jan. 1.  | 1253 Osterøy                                      | Hordaland                   |
| 4631           | Alver         | Knarvik        | 2020. jan. 1.  | 1256 Meland 1260 Radøy 1263 Lindås                | Hordaland                   |
| 4632           | Austrheim     | Årås           | 1910. jan. 1.  | 1264 Austrheim                                    | Hordaland                   |
| 4633           | Fedje         | Fedje          | 1947. jan. 1.  | 1265 Fedje                                        | Hordaland                   |
| 4634           | Masfjorden    | Masfjordnes    | 1879. márc. 1. | 1266 Masfjorden                                   | Hordaland                   |
| 4635           | Gulen         | Eivindvik      | 1838. jan. 1.  | 1411 Gulen                                        | Sogn og Fjordane            |
| 4636           | Solund        | Hardbakke      | 1858. jan. 1.  | 1412 Solund                                       | Sogn og Fjordane            |
| 4637           | Hyllestad     | Hyllestad      | 1862. jan. 1.  | 1413 Hyllestad                                    | Sogn og Fjordane            |
| 4638           | Høyanger      | Høyanger       | 1964. jan. 1.  | 1416 Høyanger                                     | Sogn og Fjordane            |
| 4639           | Vik           | Vikøyri        | 1838. jan. 1.  | 1417 Vik                                          | Sogn og Fjordane            |
| 4640           | Sogndal       | Hermansverk    | 1838. jan. 1.  | 1418 Balestrand 1419 Leikanger 1420 Sogndal       | Sogn og Fjordane            |
| 4641           | Aurland       | Aurlandsvangen | 1838. jan. 1.  | 1421 Aurland                                      | Sogn og Fjordane            |
| 4642           | Lærdal        | Lærdalsøyri    | 1838. jan. 1.  | 1422 Lærdal                                       | Sogn og Fjordane            |
| 4643           | Årdal         | Årdalstangen   | 1863. jan. 1.  | 1424 Årdal                                        | Sogn og Fjordane            |
| 4644           | Luster        | Gaupne         | 1838. jan. 1.  | 1426 Luster                                       | Sogn og Fjordane            |
| 4645           | Askvoll       | Askvoll        | 1838. jan. 1.  | 1428 Askvoll                                      | Sogn og Fjordane            |
| 4646           | Fjaler        | Dale           | 1838. jan. 1.  | 1429 Fjaler                                       | Sogn og Fjordane            |
| 4647           | Sunnfjord     | Førde          | 2020. jan. 1.  | 1430 Gaular 1431 Jølster 1432 Førde 1433 Naustdal | Sogn og Fjordane            |
| 4648           | Bremanger     | Svelgen        | 1866. jan. 1.  | 1438 Bremanger                                    | Sogn og Fjordane            |
| 4649           | Stad          | Nordfjordeid   | 2020. jan. 1.  | 1439 Vågsøy (part) 1441 Selje 1443 Eid            | Sogn og Fjordane            |
| 4650           | Gloppen       | Sandane        | 1838. jan. 1.  | 1445 Gloppen                                      | Sogn og Fjordane            |
| 4651           | Stryn         | Stryn          | 1843. jan. 1.  | 1449 Stryn                                        | Sogn og Fjordane            |